# گل‌بال
گُل‌بال (به انگلیسی: goalball) یک ورزش تیمی ویژه نابینایان است که میان دو تیم برگزار می‌شود و هر تیم توپ را به طرف دروازه تیم دیگر پرتاب می‌کند. تیم مقابل با شنیدن صدای حرکت توپ جهت آن را تشخیص داده و می‌کوشد از ورود آن به دروازه خود جلوگیری کند.‎
این ورزش در سال ۱۹۴۶ توسط دو نفر به نام‌های هانتس لورِنتسِن از اتریش و سِپ رایندله از آلمان برای بازپروری سربازان نابیناشده در جنگ جهانی دوم طراحی شد و از سال ۱۹۷۶ در بازی‌های پارالمپیک تورنتو شرکت داده شد.
در این بازی، که دو نیمهٔ دوازده دقیقه‌ای دارد، چشمان همهٔ بازیکنان بسته است. در هر تیم سه نفر در زمین حاضرند که در نزدیکیِ دروازهٔ خودی مستقرند و باید سعی کنند توپ را با دست به درون دروازهٔ تیم مقابل بیندازند.

## قوانین

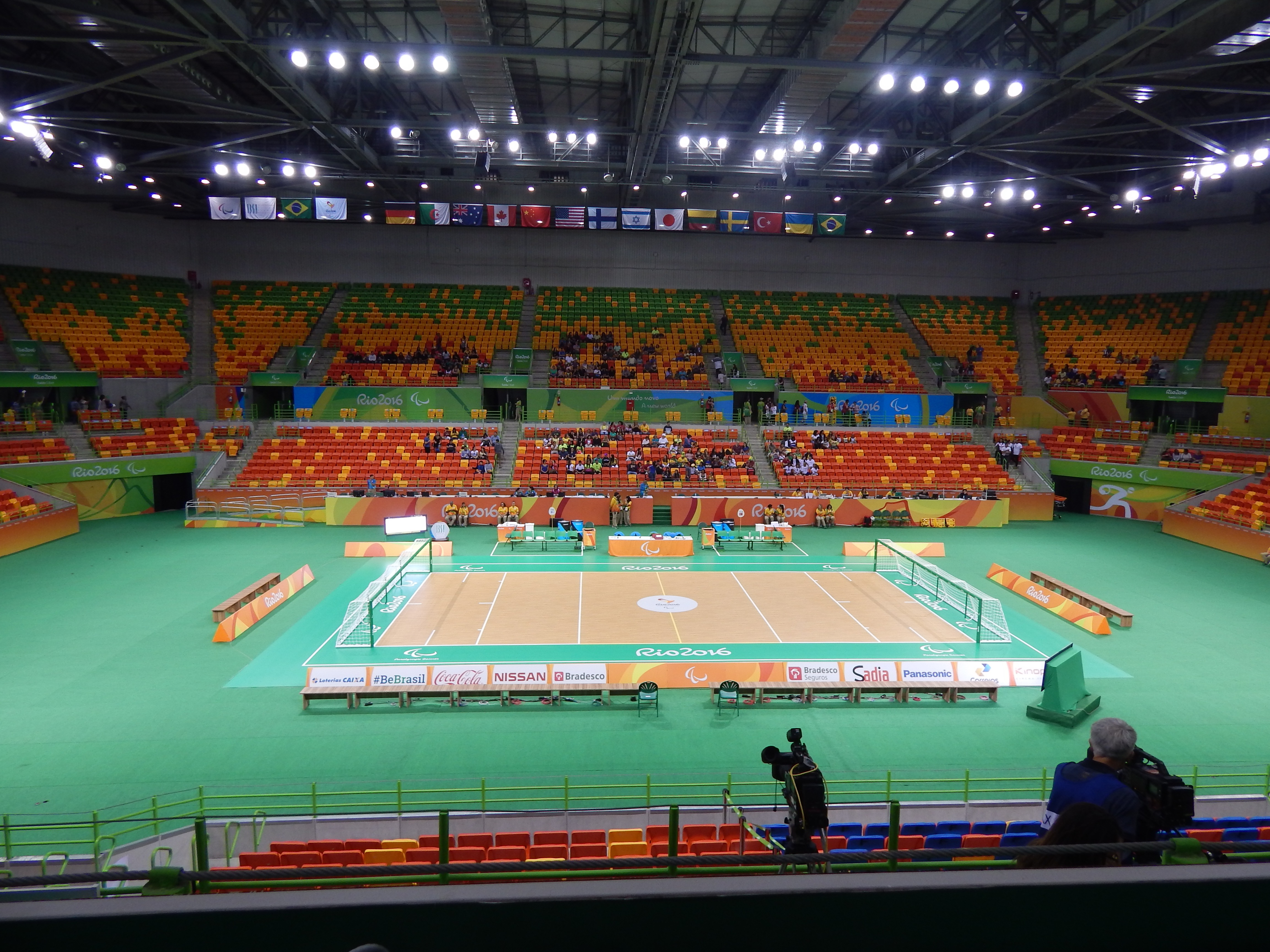
نمایی از زمین گلبال

طول زمین گل‌بال ۱۹ متر در ۹ متر (۱۹٫۷ در ۹٫۸ یارد) است.
دروازه‌ها در عرضِ زمین قرار دارند.
توپِ گلبال ۱٫۲۵ کیلوگرم (حدود ۲٫۷۶ پوند) وزن دارد. دارای هشت سوراخ یا گودی است و توپ موقعِ حرکت صدا می‌دهد. قطر توپ حدود ۲۵ سانت و محیط آن ۷۵ سانتی‌متر (حدود ۳۰ اینچ) است.